# 斯洛比德卡-斯莫特里齊卡
48°58′21″N 26°28′55″E / 48.97250°N 26.48194°E
斯洛比德卡-斯莫特里齊卡（烏克蘭語：Слобідка-Смотрицька），是烏克蘭西部的村莊，隸屬赫梅利尼茨基州的卡緬涅茨-波多利斯基區。該村始建於1454年，面積1.64平方公里，海拔高度328米，2001年人口556，人口密度每平方公里338.2人。